# فینال جام حذفی فوتبال ایران ۱۳۹۲
فینال جام حذفی فوتبال ایران ۱۳۹۲ بیست و ششمین فینال جام حذفی ایران بود که بین دو تیم پرسپولیس و سپاهان برگزار شد و در نهایت به قهرمانی سپاهان منجر شد. این بازی به صورت تک حذفی و با میزبانی پرسپولیس در تهران برگزار شد.

## گزارش بازی
در این دیدار که از ساعت ۱۸ و در ورزشگاه مملو از تماشاگر آزادی تهران آغاز شد، تیم فوتبال سپاهان موفق شد در پایان در ضربات پنالتی به پیروزی برسد و جام قهرمانی را بالای سر ببرد. در این دیدار که در پایان ۱۲۰ دقیقه با تساوی ۲ بر ۲ به پایان رسیده بود، در پایان زردپوشان اصفهانی با نتیجه ۶ بر ۴ به پیروزی رسیدند و جام قهرمانی را از آن خود کردند.

### وقت قانونی
شروع این دیدار با حملات پرسپولیس همراه بود اما در ادامه زردپوشان اصفهانی بازی را به تعادل کشاندند و پس از گلی که کریم انصاری‌فرد به ثمر رساند این شاگردان کرانچار بودند که نبض بازی را در اختیار داشتند و موقعیت‌هایی را هم روی دروازه میزبان ایجاد کردند اما در نهایت نیمه اول با پیروزی یک بر صفر سرخپوشان به پایان رسید. در نیمه اول رضا حقیقی و محمد نوری از داور مسابقه کارت زرد دریافت کردند.
در نیمه دوم سپاهانی‌ها نمایش بهتری داشتند و با حملاتی منطقی‌تر دروازه پرسپولیس را به خطر انداختند اما این اشتباه حسین ماهینی مدافع پرسپولیس بود که در دقیقه ۵۹ جواهیر سوکای را در موقعیت گلزنی قرار داد و این بازیکن با ضربه ای محکم در زاویه بسته بازی را به تساوی کشاند.
پس از این گل بازهم سپاهانی‌ها بودند که با تغییراتی که در ترکیب خود دادند برتر از میزبان سرخپوش خود بازی کردند و موقعیت‌های مناسب‌تری را برای گلزنی روی دروازه پرسپولیس ایجاد کردند اما در پایان ۹۰ دقیقه با تساوی به پایان رسید تا کار به وقت‌های اضافه کشیده شود.

### وقت اضافه
در وقت اضافه اول پرسپولیس حملات بیشتری را روی دروازه سپاهان پی ریزی کرد و در دقیقه ۹۹ موفق شد توسط محمد نوری به گل برتری دست پیدا کند. در این صحنه غلامرضا رضایی با ضربه سر از بین مدافعان سپاهان، نوری را در موقعیت گلزنی قرار داد و این بازیکن با ضربه‌ای آرام گل دوم پرسپولیس را به ثمر رساند.
در شروع وقت‌های اضافه دوم سپاهان خیلی زود توانست به گل تساوی دست پیدا کند. در دقیقه ۱۰۶ و یک دقیقه پس از شروع نیمه دوم وقت‌های اضافه محمد غلامی از اشتباه مدافعان و دروازه‌بان پرسپولیس نهایت استفاده را برد و برای دومین بار دروازه نیلسون را باز کرد تا کار دو تیم به ضربات پنالتی کشیده شود.

### ضربات پنالتی
- هادی نوروزی ضربه اول پرسپولیس را به بیرون از دروازه زد اما اروین بولکو ضربه سپاهان را گل کرد.
- ضربه دوم پرسپولیس را حسین ماهینی به گل تبدیل کرد و محمدرضا خلعتبری هم ضربه دوم سپاهانی‌ها را به گل تبدیل کرد.
- ضربه سوم سرخپوشان را رضا حقیقی با فاصله زیادی از بالای دروازه به بیرون زد اما امید ابراهیمی پنالتی زردپوشان را به گل تبدیل کرد.
- ضربه چهارم پرسپولیسی‌ها را میثم نقی‌زاده به گل تبدیل کرد و احسان حاج‌صفی در ضربه چهارم موفق شد سپاهانی‌ها به گل چهارم برساند و قهرمانی را به زردپوشان هدیه کند.

## حواشی
- در این بازی از کاپ جدید جام حذفی رونمایی شد. این کاپ که توسط هنرمندان اصفهانی ساخته شده‌است، ۹۰ سانتیتری ارتفاع دارد و با وزن حدود ۴ کیلوگرم از جنس نقره خالص است. همچنین طرح مدال‌های اهدایی هم برگرفته از شکل گل لاله بوده که نام علی روی آن حک شده‌است.[۲]
- ساخت سکوی قهرمانی جام حذفی دو ساعت مانده به آغاز دیدار فینال تمام شد.[۳]
- پیش از آغاز مسابقه تصادفی در مقابل در شرقی ورزشگاه چندین مصدوم را روانه اورژانس کرد.[۴]
- در حالی که حدود ۳۰ هزار سکو برای تماشاگران سپاهان در نظر گرفته شده بود اما به دلیل زیاد بودن هواداران پرسپولیس نیمی دیگر از سکوهای هواداران سپاهان در اختیار هواداران پرسپولیس قرار گرفت.[۵]
- هواداران تیم فوتبال پرسپولیس با خواندن سرود خداحافظی برای مهدی مهدوی‌کیا با کاپیتان خود وداع کردند.[۵]
- پرسپولیسی‌ها یکپارچه بزرگ ۵۰ متری که رنگ سفید و قرمز داشت را روی یکی از سکوهای طبقه اول پهن کردند که برای چند دقیقه باعث ایجاد هیجان میان هواداران این تیم شد.[۵]
- ساعت ۱۶:۴۰ اتوبوس حامل کاروان پرسپولیس وارد ورزشگاه شد و بازیکنان این تیم مورد تشویق هواداران قرار گرفتند.[۵]
- کریم باقری و وینگو بگوویچ هم ساعتی پیش از شروع مسابقه به ورزشگاه آزادی آمدند. کریم باقری پس از ورود به ورزشگاه به رختکن پرسپولیس رفت.[۵]
- نکته جالب در ترکیب سپاهان نیمکت‌نشینی احسان حاج‌صفی است.[۶]
- مهدوی‌کیا بارها از سوی هواداران هر دو تیم تشویق شد. نیلسون هم با در آغوش گرفتن او از هواداران می‌خواست که مهدوی‌کیا را بیشتر تشویق کنند. «کیا» که به نظر می‌رسید در میانه زمین در حال اشک ریختن است، لحظات پراحساسی را پیش از شروع بازی پشت سر گذاشت.[۷]
- پس از ورود نیلسون و شهاب گردان به زمین بازی این دو دروازه‌بان در آغوش یکدیگر قرار گرفتند. دروازه‌بان سپاهان هم علاوه بر سپاهانی‌ها مورد تشویق پرسپولیسی‌ها قرار گرفت.[۷]
- برای نخستین بار نام تیم قهرمان روی کاپ قهرمانی جام حذفی حک شد.[۸]
- در نیمه دوم دیدار پرسپولیس برابر سپاهان در شرایطی که دو تیم با تساوی یک بر یک به کارشان ادامه می‌دادند، سپاهانی‌ها با چهار بازیکن خارجی کار خود را ادامه دادند. اروین بولکو، میلان سوشاک، جواهیر سوکای و رادومیر جالوویچ بازیکنان خارجی بودند که در زمین بودند. مسئولان پرسپولیس که ذهنیت قانون قبل را داشتند در طول بازی به دنبال قانون استفاده از بازیکنان خارجی بودند. اما براساس قانون جدید منعی برای استفاده از چهار بازیکن خارجی همزمان وجود ندارد.[۹]
- علی کریمی که ظاهرش نشان می‌داد به شدت استرس دارد پیراهن خود را به دهن گرفته بود و کنار نیمکت حضور داشت. او پس از اینکه نوروزی اولین پنالتی پرسپولیس را به بیرون زد با مشت به نیمکت کوبید.[۱۰]
- مهدوی‌کیا که ۵ دقیقه در این مسابقه بازی کرده بود در پاسخ به این پرسش خبرنگاران که آیا اگر باشگاه پرسپولیس بازی دوستانه‌ای برای خداحافظی‌اش در نظر بگیرد، حاضر به بازی خواهد شد بیان کرد: دیگر بازی نمی‌کنم و تمام شد. اگر مقابل هامبورگ هم دوستانه برگزار کنند، دیگر بازی نمی‌کنم و این آخرین بازی‌ام برای پرسپولیس بود.[۱۱]
- مهدوی‌کیا پس از پایان دیدار تیم‌های پرسپولیس و سپاهان در فینال جام حذفی که با قهرمانی زردپوشان اصفهانی همراه بود به تنهایی در زمین ورزشگاه آزادی دور افتخار زد و در حالی که بسیار ناراحت بود، با مستطیل سبز ورزشگاه آزادی که روی آن خاطرات زیادی داشت خداحافظی کرد.[۱۲]
- هواداران سپاهان با سر دادن شعار ما سپاهانیم و حالا حالا قهرمانیم خوشحالی خود را برای پیروزی تیم‌شان برابر پرسپولیس نشان دادند.[۱۲]
- بازیکنان پرسپولیس مغموم و ناراحت ورزشگاه آزادی را ترک کردند.[۱۲]
- تعدادی از هواداران پرسپولیس که روی سکوهای خود مانده بودند و مات و مبهوت به جشن قهرمانی سپاهان نگاه می‌کردند، شعارهای پراکنده‌ای علیه یحیی گل‌محمدی دادند. آن‌ها به تعویض‌های سرمربی تیم‌شان انتقاد داشتند.[۱۲]
- پس از باخت تیم فوتبال پرسپولیس در فینال جام حذفی مقابل سپاهان، علی کریمی هم از فوتبال خداحافظی کرد.[۱۳][۱۴]
- در حالی که اکثریت تماشاگران حاضر در ورزشگاه پس از باخت پرسپولیس در ضربات پنالتی ورزشگاه را ترک کرده بودند، برخی از هواداران این تیم با شعار معروف حیا کن … نسبت به عملکرد یحیی گل‌محمدی اعتراض نشان دادند. این تماشاگران از سرمربی تیم‌شان به دلیل تعویض‌ها و انتخاب بازیکنان پنالتی زن اعتراض انتقاد می‌کردند.[۱۵]

## مسیر فینال
| پرسپولیس      | پرسپولیس    | پرسپولیس      | پرسپولیس                                     | مرحله            | سپاهان          | سپاهان    | سپاهان        | سپاهان                                                           |
| ------------- | ----------- | ------------- | -------------------------------------------- | ---------------- | --------------- | --------- | ------------- | ---------------------------------------------------------------- |
| حریف          | نتیجه       | میزبان/میهمان | گل‌زنان                                       | مرحله حذفی       | حریف            | نتیجه     | میزبان/میهمان | گل‌زنان                                                           |
| ملوان         | ۰–۶         | میزبان        | ۲' ۵۱'نوروزی ۸۳'رضایی · ۲۰' ۷۶' ۸۱'انصاریفرد | یک شانزدهم نهایی | فولاد           | ۲–۱       | میزبان        | ۹'غلامی ۸۵'خلعتبری                                               |
| نفت تهران     | ۱–۴         | مهمان         | ۲۷' ۵۸'نوری ۷۶'ماهینی ۸۶'نوروزی              | یک‌هشتم نهایی     | مس رفسنجان      | ۱–۰       | مهمان         | ۱۰۹'سوکای                                                        |
| ذوب‌آهن اصفهان | ۰–۱         | مهمان         | ۱۰۲'نوری                                     | یک چهارم نهایی   | صنعت نفت آبادان | ۰–۲       | میزبان        | ۲۷'بولکو ۶۱'طالبی                                                |
| داماش گیلان   | ۱(۳) – ۱(۵) | مهمان         | ۸۲'نوری · نوروزیماهینی · حسینیکریمیانصاری‌فرد | نیمه نهایی       | استقلال تهران   | ۱(۴)–۱(۵) | مهمان         | ۴۲'خلعتبری · بولکوابراهیمیخلعتبری · حاج‌صفیجمشیدیانایران‌نژادسوشاک |

## جزئیات بازی
| پرسپولیس                                             | ۲–۲   | سپاهان                                                       |
| ---------------------------------------------------- | ----- | ------------------------------------------------------------ |
| انصاری‌فرد ۲۴' · نوری ۹۹'                             | گزارش | سوکای ۵۹' · غلامی ۱۰۵'                                       |
| ضربات پنالتی                                         |       |                                                              |
| هادی نوروزی · حسین ماهینی · رضا حقیقی · میثم نقی‌زاده | ۲–۴   | اروین بولکو · محمدرضا خلعتبری · امید ابراهیمی · احسان حاج‌صفی |

| پرسپولیس | سپاهان |

| پرسپولیس:    |    |                    |      |      |
|              |    |                    |      |      |
| GK           | 40 | نیلسون             |      |      |
| RB           | 13 | حسین ماهینی        | '120 |      |
| CB           | 4  | سیدجلال حسینی      |      |      |
| CB           | 6  | محسن بنگر          |      |      |
| LB           | 23 | امیرحسین فشنگچی    |      |      |
| DM           | 33 | رضا حقیقی          | '30  |      |
| RM           | 8  | علی کریمی (c)      |      | '۸۴  |
| LM           | 39 | عادل کلاه‌کج        |      |      |
| AM           | 14 | محمد نوری          | '39  |      |
| SS           | 10 | غلامرضا رضایی      |      | '115 |
| CF           | 9  | کریم انصاری‌فرد     |      | '56  |
| ذخیره:       |    |                    |      |      |
| GK           | 22 | رضا محمدی          |      |      |
| DF           | 20 | علیرضا نورمحمدی    |      |      |
| DF           | 30 | محمدرضا خانزاده    |      |      |
| MF           | 2  | مهدی مهدوی‌کیا      |      | '115 |
| MF           | 18 | میثم نقی‌زاده       |      | '84  |
| MF           | 17 | ولاتکو گروزدانوسکی |      |      |
| FW           | 24 | هادی نوروزی        |      | '56  |
| سرمربی:      |    |                    |      |      |
| یحیی گل‌محمدی |    |                    |      |      |

| سپاهان:        |    |                  |      |     |
|                |    |                  |      |     |
| GK             | 35 | شهاب گردان       |      |     |
| RB             | 38 | اروین بولکو      |      |     |
| CB             | 5  | محمدعلی احمدی    |      |     |
| CB             | 6  | میلان سوشاک      |      |     |
| LB             | 11 | محسن ایران‌نژاد   |      |     |
| DM             | 15 | امید ابراهیمی    | '101 |     |
| RM             | 23 | امین جهان‌عالیان  |      | '63 |
| LM             | 10 | حسین پاپی        |      |     |
| AM             | 4  | محرم نویدکیا (c) |      | '۸۱ |
| SS             | 33 | محمدرضا خلعتبری  | '45  |     |
| CF             | 14 | جواهیر سوکای     |      | '70 |
| ذخیره:         |    |                  |      |     |
| GK             | 1  | محمدباقر صادقی   |      |     |
| DF             | 17 | حسن جعفری        |      |     |
| DF             | 18 | محمدحسین مرادمند |      |     |
| MF             | 9  | مهدی جعفرپور     |      |     |
| MF             | 28 | احسان حاج‌صفی     |      | '81 |
| FW             | 8  | محمد غلامی       |      | '70 |
| FW             | 21 | رادومیر جالوویچ  |      | '63 |
| سرمربی:        |    |                  |      |     |
| زلاتکو کرانچار |    |                  |      |     |

| بهترین بازیکن بازی محمدرضا خلعتبری (سپاهان) کمک داوران: حسن کامرانی فر رضا سخندان داور چهارم: محمدرضا اکبریان ناظر: یداله سلیمانی ناظر ویژه: حسین عسگری | قوانین بازی: - ۹۰ دقیقه - ۳۰ دقیقه وقت اضافه - ضربات پنالتی بعد از پایان وقت قانونی - ۷ نفر ذخیره برای هر تیم - ۳ تعویض برای هر تیم |

### آمار بازی
|               | پرسپولیس | سپاهان |
| ------------- | -------- | ------ |
| تعداد شوت     | ۱۵       | ۱۸     |
| شوت در چارچوب | ۸        | ۹      |
| مالکیت توپ    | ۵۵٪      | ۴۵٪    |
| تعداد کرنر    | ۵        | ۵      |
| خطاها         | ۱۰       | ۱۱     |
| آفساید        | ۳        | ۰      |
| کارت زرد      | ۳        | ۲      |
| کارت قرمز     | ۰        | ۰      |

## مقالات مرتبط
- لیگ برتر فوتبال ایران ۹۲–۱۳۹۱
- جام حذفی فوتبال ایران ۹۲–۱۳۹۱
- سوپر جام فوتبال ایران